# Cousinia umbilicata
Cousinia umbilicata là một loài thực vật có hoa trong họ Cúc. Loài này được Juz. mô tả khoa học đầu tiên năm 1937.